# Libérat Mfumukeko
Libérat Mfumukeko és un diplomàtic i servidor públic de Burundi. És l'actual Secretari General de la Comunitat de l'Àfrica Oriental (EAC). Va ser nomenat pels Caps d'Estat de la Comunitat d'Àfrica Oriental el 2 de març de 2016, per assumir el càrrec el 26 d'abril de 2016 per un període de cinc anys, en substitució de Richard Sezibera.
Mfumukeko es va graduar el 1994 with a la Universitat de Clark a Worcester, Massachusetts als Estats Units. En el moment del seu nomenament era el subdirector general adjunt de finances i administració a la seu de l'EAC a Arusha, Tanzània. Anteriorment, va ser assessor del president de Burundi. Va ser Director General de REGIDESO, que gestiona l'energia i l'aigua de Burundi, i també va ser president del Comitè de Direcció de l'East Power African Pool (EAPP).
Segons la Secretaria de l'EAC, Mfumukeko té fluïdesa en anglès, francès, kirundi, kiswahili i rus. Ha tingut una llarga experiència, ha treballat a Camerun, RD Congo, França, Costa d'Ivori, Rússia, Ruanda i EUA.